# Phyciodes tharossa
Phyciodes tharossa är en fjärilsart som beskrevs av Jean Baptiste Godart 1819. Phyciodes tharossa ingår i släktet Phyciodes och familjen praktfjärilar. Inga underarter finns listade i Catalogue of Life.